# Doriopsilla nigrolineata
Doriopsilla nigrolineata is een slakkensoort uit de familie van de Dendrodorididae. De wetenschappelijke naam van de soort is voor het eerst geldig gepubliceerd in 1977 door Meyer.